# شرح أمثال أبي عبيد
شرح أمثال أبي عبيد هو كتاب لجمع وشرح الأمثال، من تأليف أبي عُبيد القاسم بن سلاّم بن عبد الله الهروي البغدادي (ت 224هـ). طُبع ونُشر عام (1400 هـ الموافق 1980 م) بتحقيق عبد المجيد قطامش عن دار المأمون للتراث.

## المحتوى
يحتوي الكتاب على الأقسام التالية:
1. جماع أبواب الأمثال في وصف المنطق
2. جماع الأمثال التي في معايب المنطق
3. جماع أمثال الرجال
4. أمثال الجماعات من الأقوام وأنبائهم وحالاتهم
5. الأمثال في الأقربين من أسرة الرجل وعترته
6. الأمثال في مكارم الأخلاق
7. جماع أمثال المجد والجود
8. جماع أمثال الخلة والإخاء
9. جماع أبواب الأمثال في الأموال والمعاش
10. ذكر الأمثال في العلم والمعرفة
11. ذكر الأمثال التي في أهل الألباب والحزم
12. ذكر الحوائج وما فيها من الأمثال
13. جامع أمثال الظلم وأنواعه
14. الأمثال في المعايب والذم
15. ذكر أمثال الخطأ والزلل في الأمور
16. ذكر الأمثال في البخل وصفاته وأشكاله
17. ذكر الأمثال في صنوف الجبن وأنواعه
18. ذكر الأمثال في مرازي الدهر وحدثانه
19. ذكر الأمثال في الجنايات
20. ذكر الأمثال في منتهى التشبيه وغايته